# Frédéric Liebstoeckl
Frédéric Liebstoekl, né le 4 septembre 1900 à Vienne et mort le 18 mai 1979 à Thônex, est un organisateur de concerts, journaliste et musicien autrichien, puis genevois.

## Biographie
Fils unique du critique musical, théâtral, auteur et librettiste Hans Liebstöckl (1872-1934), lui-même issu d'une famille d'officiers, et de la chanteuse Olga Aloïsa Kleebinder, Friedrich Josef est élevé dans le milieu musical viennois et fait ses premières classes à Vienne, puis des études littéraires au Gymnasium à Vienne où il obtient la Matura en 1919. Comme son père, il étudie le violon au conservatoire de la ville et obtient un diplôme. A la même période, il fréquente l'Université de Vienne jusqu'en 1924, date à laquelle il reçoit, après sa thèse de doctorat sur « Le vaudeville allemand », le titre de docteur ès lettres (musique et germanistique).
Parallèlement à ses études, en 1919 il entre comme reporter au journal dont son père était 1er rédacteur en chef (Wiener illustriertes Extrablatt), devint ensuite rédacteur musical et théâtral à Die Stunde et cofondateur de Die Bühne ; il travaille deux ans aux éditions des Trois Masques à Berlin, est ensuite rédacteur au Telegraf et de l'Echo et enfin rédacteur en pages de l'hebdomadaire 7-TagebIatt à Vienne.
En outre, il fut chef de publicité de plusieurs théâtres viennois (tels que Volksoper, Volkstheater, Theater an der Wien et Variete Ronacher) il travailla également à l'élaboration des programmes de Radio-Vienne (Ravag). On lui doit aussi sa collaboration à l’organisation du Festival de Salzbourg. Il épouse le 14 décembre 1933 Marie Junghans, elle-même chanteuse de "Lieder" et mélodies viennoises connue sous le nom d'artiste Rose-Marie Jung (1911-1994).

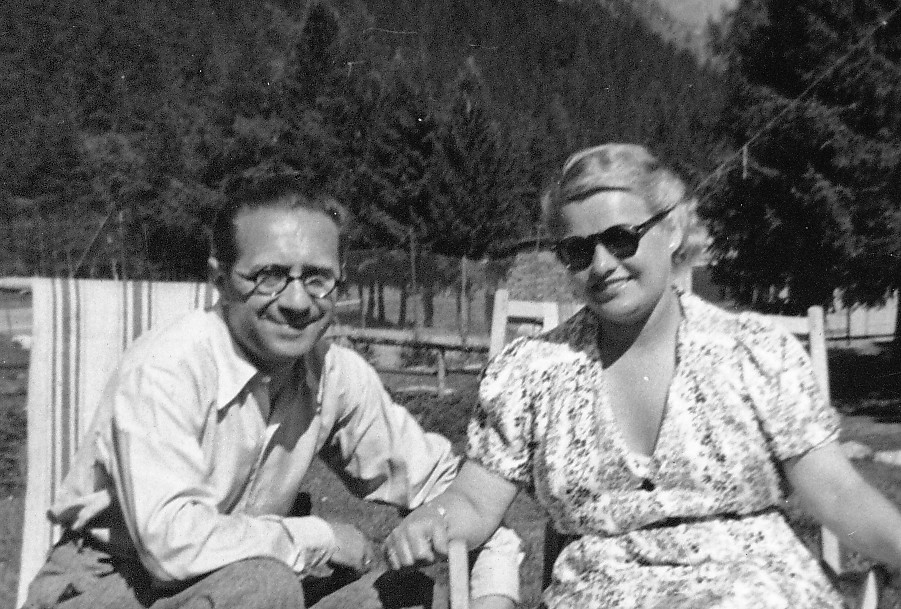
Frédérique Liebstoeckl et son épouse Rose-Marie Jung en été 1947

À la suite de la nazification de la société autrichienne consécutive à l'Anschluss (mars 1938), étant recherché par la Gestapo comme partisan de l'ancien régime du Chancelier Kurt von Schuschnigg, il est entré en Suisse le 2 juin 1938 comme réfugié politique accompagné de son épouse.
Dès son arrivée à Genève, F. LiebstoeckI se met en devoir de nouer des relations parmi le monde artistique de Genève et, avec la collaboration du Conseil administratif de la ville de Genève, de Henri Gagnebin, directeur du Conservatoire de musique, et d'Ernest Ansermet, directeur de l'Orchestre de la Suisse romande, il organise en 1939 le premier concours international d'exécution musicale (CIEM). À partir du mois d'octobre 1938, fort de son expérience, sa connaissance des rouages du concours de Vienne et de son carnet d'adresses, il avait été nommé secrétaire général des concours internationaux d’exécution musicale au Conservatoire de Genève.  En quelques semaines, entreprenant et convaincant, il réussit avec Henri Gagnebin à réunir les sommes nécessaires au démarrage de l'institution, puis à réunir les personnalités des divers jury et à faire venir les candidats. Dès lors le CIEM est resté un élément premier de la vie musicale de Genève.
F. Liebstoeckl organise aussi divers évènements musicaux. C'est également sous son impulsion que fut célébré en 1942 le Bimillénaire de la ville de Genève par la représentation de Jedermann sur le parvis de la cathédrale Saint-Pierre. Il obtiendra la nationalité genevoise en août 1952. Jusqu'en 1979 année de son décès, infatigable, il officie plus de 40 ans sous la houlette de cinq présidents des concours de Genève. Au cours de ces années, il voit passer plus de 7500 candidats qu'il nomme ses "enfants".
Il a reçu de nombreuses distinctions : Ordre du mérite (médaille d'honneur d'or) de la République autrichienne, commandatore de l'Ordre de Saint-Sylvestre par le pape, cavalier officiel de la République italienne, croix d'honneur en or de la Ville de Vienne, médaille d'honneur de la ville de Mulhouse ainsi que plusieurs distinctions de la Ville et du Canton de Genève.

## Œuvres
- Requiem des vanités du monde oratorio pour chœur, soli, orchestre et orgue = Requiem von der Welt Nichtigkeit : Oratorio für Chor, Soli, Orchester und Orgel, Frédéric Liebstoeckl, Henri Gagnebin, Jules Baillods, Henn, Genève, ca 1939[7].
- Requiem des Vanités du monde : Oratorio pour chœur, soli, orchestre et orgue, Frédéric Liebstoeckl, Henri Gagnebin, Jules Baillods, Henn, Genève, 1944[7].
- Nos 7000 enfants, derrière les coulisses des concours internationaux d’exécution musicale de Genève 1939-1977, Dr Frédéric Liebstoeckl, éd. Henn-Liechti, Genève, 1978